# Cis piciceps
Cis piciceps là một loài bọ cánh cứng trong họ Ciidae. Loài này được Broun miêu tả khoa học năm 1886.